# Loucrup
Loucrup település Franciaországban, Hautes-Pyrénées megyében. Lakosainak száma 256 fő (2022. január 1.). Loucrup Layrisse, Astugue, Hiis, Montgaillard, Orincles és Visker községekkel határos.

## Népesség
A település népességének változása:
| Lakosok száma | 213  | 216  | 226  | 228  | 234  | 242  | 250  | 258  | 256  |
|               | 2013 | 2015 | 2016 | 2017 | 2018 | 2019 | 2020 | 2021 | 2022 |